# Francis Trochu
Pour les articles homonymes, voir Trochu.
Francis Trochu (né le 5 octobre 1877 à Nort-sur-Erdre et mort le 8 mai 1967 à Nantes) est un prélat, protonotaire apostolique et homme de lettres français.

## Biographie
Francis Trochu est le fils de François Trochu (1837-1917), zouave pontifical, et de Jeanne Herbet.
Ordonné prêtre en 1901, il souhaite s'orienter vers la vie bénédictine, mais, des soucis de santé l'éloignent de cette voie. Eugène Le Fer de La Motte le nomme alors vicaire au sein de la paroisse Notre-Dame-de-Bon-Port à Nantes.
Chanoine titulaire de Nantes, il devient prélat du pape et protonotaire apostolique.
Reçu docteur ès lettres en 1925, Francis Trochu se consacre à un certain nombre de biographies et à la poésie, et sera distingué à plusieurs reprises par l'Académie française, notamment du prix du Cardinal-Grente en 1952 pour l'ensemble de son œuvre.
Il est également professeur à Saint-Stanislas de Nantes.

## Œuvres
- Sainte Philomène, Vierge et Martyre - 1929 - Librairie Catholique Emmanuel Vitte, réédition Éditions Delacroix.
- Le Curé d’Ars : Saint Jean-Marie Baptiste Vianney (1786-1859)- 1926 (Prix Juteau-Duvigneaux) réédition éditions Résiac.
- Le Bienheureux Théophane Venard - 1930 (Prix d'Académie)
- Sainte Bernadette - 1956 - Desclée de Brouwer
- La Bienheureuse Jeanne Antide Thouret - 1934 (Prix Juteau-Duvigneaux).
- Saint François de Sales - 1943 (Prix Marcelin-Guérin)
- Le Chanoine Louis Larose - 1960 - Apostolat de la presse

### Sources
- Noël-Yves Tonnerre, Chroniqueurs et historiens de la Bretagne: du Moyen Âge au milieu du XXe siècle, Presses universitaires de Rennes, 2015
- Jean-Marie Mayeur, Michel Lagrée (dir.), La Bretagne : Dictionnaire du monde religieux dans la France contemporaine, Beauchesne, 1990